# Hof van Venetië

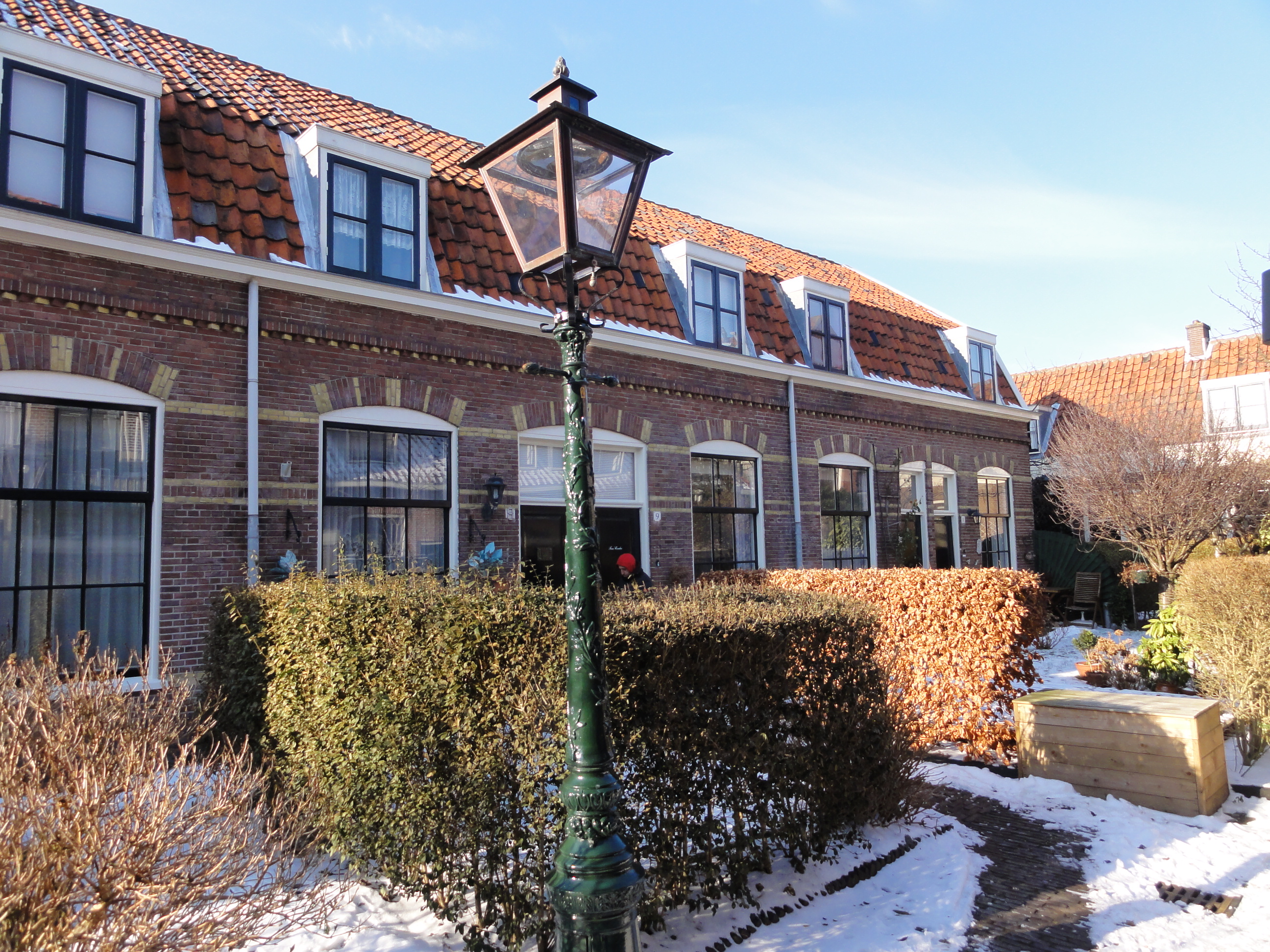
Hof van Venetië

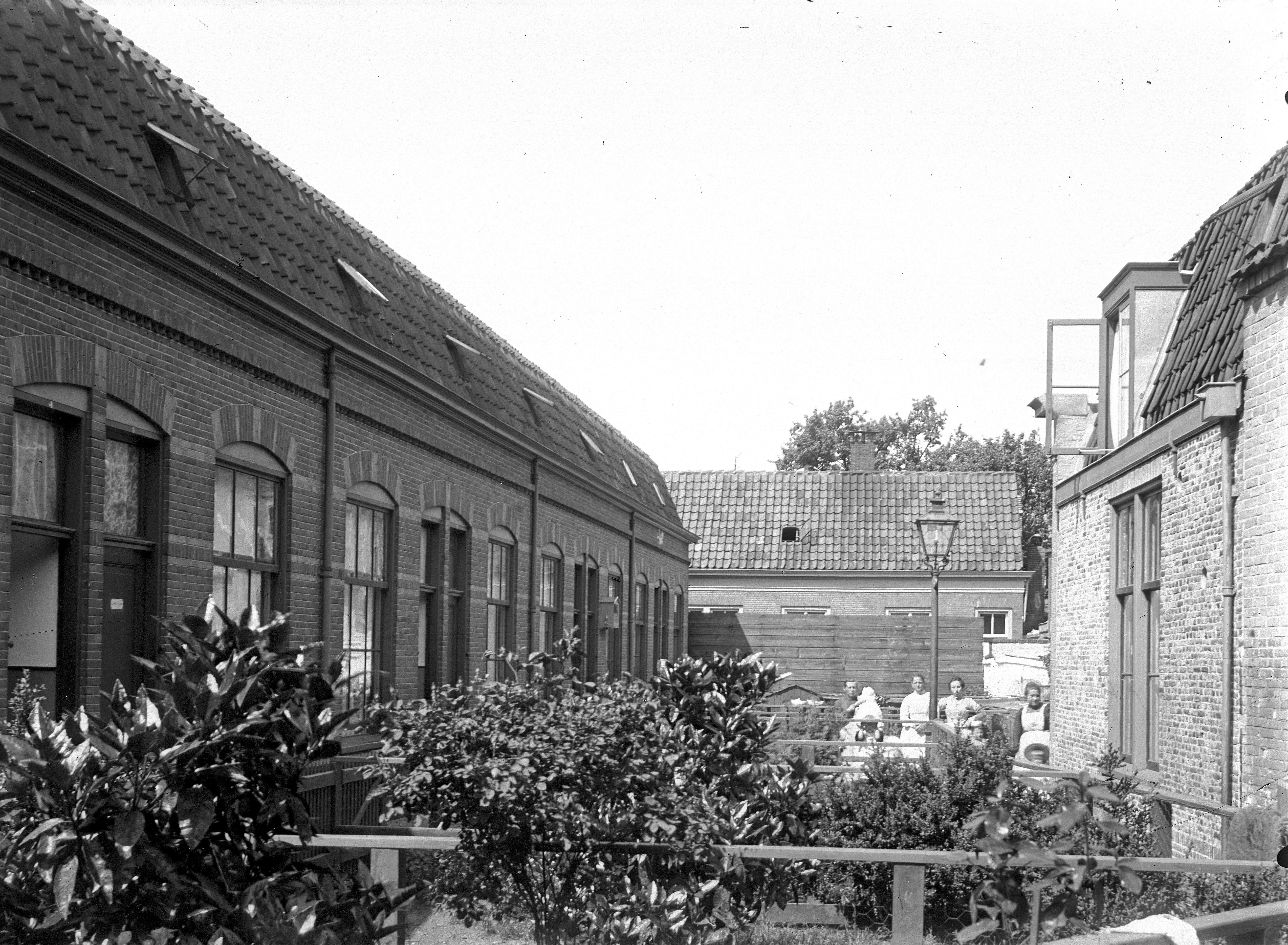
Hof van Venetie. Binnenplaats gezien naar de Sophiapoort. Met enige bewoners op de achtergrond. Links de nrs 4-11, rechts nr 12.

Het Hof van Venetië is een complexje van oorspronkelijk twaalf woningen uit 1898 aan de Uiterstegracht in de Nederlandse stad Leiden. 
Het ontstaan van het Hof van Venetië is gekoppeld aan de komst tegen het eind van de 19e eeuw van nieuwe industrie naar dit stadsdeel, zoals de textielfabrieken van Van Wijk en Zaalberg en de conservenfabriek van Tieleman & Dros. Dicht bij de fabrieken werden op de binnenterreinen tussen de Middelste- en de Uiterste Gracht hofjes- of poortwoningen gebouwd voor de arbeiders. Behalve het Hof van Venetië is zo ook het nabijgelegen Roggebroodshof ontstaan.
Na de sluiting van de fabrieken raakte de hele buurt in verval. Het Hof van Venetië bleef bewoond, maar raakte verwaarloosd en moest nodig gerenoveerd worden. De gemeente kon de woningen pas na lange onderhandelingen van de huisbaas overnemen. Vervolgens werd het complex in 1987 in het kader van de stadsvernieuwing gerenoveerd naar een plan van architectenbureau Groenewegen. De binnentuin is opnieuw ingericht met groen en voorzien van een lantaarnpaal naar het originele historische model van Leiden.
Het Hof van Venetië is geen hofje (een bij testament ingesteld complex voor de huisvesting van armen),  maar een hof (een voor de verhuur of verkoop gebouwd complex woningen).